# James Meade
James Edward Meade (Swanage, Dorset, 1907 - Cambridge, 1995) fou un economista anglès guardonat amb el Premi del Banc de Suècia de Ciències Econòmiques l'any 1977.

## Biografia
Va néixer el 23 de juny de 1907 a la ciutat de Swanage, població situada al comtat anglès de Dorset. Va estudiar inicialment al Malvern College i posteriorment es graduà l'any 1926 a la Universitat d'Oxford. Es va interessar per l'economia després d'un curs de postgrau realitzat al Trinity College de la Universitat de Cambridge entre 1930 i 1931, on va mantenir discussions amb els economistes més importants de l'època, com Dennis Robertson i John Maynard Keynes.
Després de treballar a la Lliga de Nacions i en l'Oficina del Govern, fou l'assessor econòmic en els primers anys del govern de Clement Attlee. El 1947 fou nomenat professor de la London School of Economics i el 1957 de la Universitat de Cambridge, càrrec que abandonà el 1967.
Va morir el 22 de desembre de 1995 a la ciutat de Cambridge.

## Recerca econòmica
Interessat per l'economia internacional, desenvolupà teories sobre el comerç internacional i els moviments internacionals del capital. L'any 1977 fou guardonat amb el Premi del Banc de Suècia de Ciències Econòmiques, juntament amb Bertil Ohlin, per demostrar els efectes de la política econòmica en el comerç exterior i analitzar els problemes d'estabilització en les economies obertes.

## Principal obra publicada
- 1951: The Theory of International Economic Policy -- The Balance of Payments
- 1955: The Theory of International Economic Policy -- Trade and Welfare
- 1975: The Intelligent Radical's Guide To Economic Policy
- 1976: Principles of Political Economy